# Železničná spoločnosť Cargo Slovakia
Železničná spoločnosť Cargo Slovakia (abréviation ZSSK CARGO) est une compagnie ferroviaire slovaque. Elle appartient à l'état slovaque et a son siège à Bratislava.

## Histoire
ŽSSK Cargo a été fondée le 1er janvier 2005. Elle est issue de la scission de l'ancien opérateur ferroviaire (fret et passagers) Železničná spoločnosť, a.s.
En 2013, et à la suite des effets de la crise économique, une réorganisation a été envisagée pour mi-2014, avec la constitution de trois filiales en vue de leur privatisation ultérieure. Ces filiales seraient chargées respectivement de la gestion du parc de wagons, du transport intermodal (dont les transbordements à la frontière ukrainienne), et de l'entretien du matériel roulant. Cette dernière filiale pourrait voir une participation de ŽSSK, l'opérateur "passagers".